# 936 a.C.
Il 936 a.C. (CMXXXVI a.C. in numeri romani) è un anno  del X secolo a.C.

## Eventi
In Fenicia, a Hiram I il grande re di Tiro, succede il figlio Baalazar.

## Morti
Muore il re fenicio di Tiro Hiram I il grande.